# Micromyrtus ciliata
Micromyrtus ciliata là một loài thực vật có hoa trong Họ Đào kim nương. Loài này được (Sm.) Druce mô tả khoa học đầu tiên năm 1917.